# Ras Ain Rhamna
Ras Ain Rhamna (franska: Ras Ain Rhamna (CR), Ras Ain Rhamna (Commune Rurale), arabiska: أولاد املول) är en kommun i Marocko.   Den ligger i provinsen Rehamna och regionen Marrakech-Safi, 270 km söder om huvudstaden Rabat. Antalet invånare är 12 924.